# Johanna Daumas
Johanna Daumas, née le 6 mai 1977, est une triathlète professionnelle française, championne de France de triathlon longue distance en 2006.

## Biographie

### Jeunesse
Johanna Daumas commence la pratique du sport par la natation à l'âge de 6 ans, au sein du club de l'Olympic Nice Natation, et ne cessera de la pratiquer tout au long de sa carrière sportive.

### Carrière en triathlon
Après la fin de ses études en 2003, Johanna Daumas découvre le triathlon et se met assez rapidement à la compétition. Lors des championnats de France courte distance de 2005, elle termine sixième, au terme d'une course qui reste comme l'un de ses meilleurs souvenirs. Elle commence à évoluer sur longue distance en 2006.
Championne de France de triathlon longue distance en 2006, Johanna Daumas prend également la troisième place des championnats du monde longue distance à Canberra (Australie), derrière la Britannique Bella Comerford et l'Italienne Edith Niederfriniger. 
En 2010, elle s'engage de nouveau sur le championnat de France, et malgré une excellente partie natation, elle ne peut résister au retour de Delphine Pelletier et prend la deuxième place sur le podium.
Johanna Daumas participe en 2011 à la première édition de l'Ironman 70.3 Pays d'Aix. Sortie de l'eau en première position, elle cède moins d'une minute à Jeanne Collonge qui a pris la tête de course dans une partie vélo assez technique. Elle sort de la deuxième transition en compagnie de la Suissesse Regula Rohrbach et devant la Hongroise Erika Csomor. Adoptant un rythme soutenu, elle distance la Suissesse qui est également reprise par la Hongroise, mais ne peut combler l'écart avec Jeanne Collonge qui survole la partie course à pied. Elle prend la seconde place de la compétition en 4 h 20 min 24 s.
Cette même année, elle prend la quatrième place de l'Ironman France à Nice. Sortie première féminine de la partie natation, elle résiste pendant la partie vélo au retour de ses compatriotes Alexandra Louison et Jeanne Collonge. Elle prend le départ du marathon avec près d'une minute vingt d'avance sur l'Allemande Silvia Felt, qui a réussi à prendre la deuxième position et ne peut résister au rythme que l'Allemande impose. Payant les efforts des parties précédentes, elle faiblit dans cette dernière épreuve et ne peut prendre que la cinquième place de la compétition. Elle remonte à la quatrième place du classement général, après la disqualification de l'Allemande Britta Martin, initialement arrivée en quatrième position, pour non-respect d'une pénalité décernée durant la partie vélo.
Elle remporte au cours de cette saison 2011 le Tristar 111 de Monaco avec cinq minutes d'avance sur l’Irlandaise Eimear Mullan au terme d'une course qu'elle contrôle pratiquement du début à la fin. Sortie de l’eau en deuxième position, derrière la britannique Catherine Jameson qui ne créera aucun écart significatif, elle reprend la tête de la compétition dans la partie course à pied grâce à un rythme soutenu et s’impose seule sur la ligne d'arrivée.

## Palmarès
Le tableau suivant présente les résultats les plus significatifs (podiums) obtenus sur le circuit international de triathlon depuis 2006,.
| Année | Compétition                                        | Pays      | Position           | Temps           |
| ----- | -------------------------------------------------- | --------- | ------------------ | --------------- |
| 2011  | Ironman 70.3 Pays d'Aix                            | France    | Médaille d'argent  | 4 h 24 min 20 s |
| 2011  | Tristar 111 Monaco                                 | Monaco    | Médaille d'or      | 4 h 17 min 28 s |
| 2010  | Championnat de France longue distance              | France    | Médaille d'argent  | 4 h 43 min 32 s |
| 2006  | Championnat de France longue distance              | France    | Médaille d'or      | 7 h 15 min 14 s |
| 2006  | Championnats du monde de triathlon longue distance | Australie | Médaille de bronze | 7 h 0 min 50 s  |